# Haemulopsis leuciscus
Haemulopsis leuciscus är en fiskart som först beskrevs av Günther, 1864.  Haemulopsis leuciscus ingår i släktet Haemulopsis och familjen Haemulidae. IUCN kategoriserar arten globalt som livskraftig. Inga underarter finns listade i Catalogue of Life.